# Валовий дохід страховика
Ва́ловий дохі́д страховика́, або валовий прибуток страховика — сума доходу від страхової діяльності, прибутку від проведення страхування життя, прибутку від позареалізаційних операцій та іншої реалізації, зменшених на виплати страхових сум та страхового відшкодування, відрахування у централізовані страхові резервні фонди та у технічні резерви, інші, ніж резерв незароблених премій.
Валовий дохід страховика є найбільш загальним показником результативної діяльності страховика.
Розраховується за наступною формулою:
```
ВДз = ВДс + ВДн
,
```

де ВДз — загальний валовий дохід страховика; ВДс — валовий дохід від страхової діяльності; ВДн — валовий дохід від діяльності, не пов'язаної із страхуванням.

### В Україні
Відповідно до Закону України «Про оподаткування прибутку підприємств» валові доходи страховиків-резидентів оподатковуються за ставкою три відсотки суми валового доходу, отриманого від страхової діяльності.
До складу валового доходу включаються страхові внески, страхові платежі або страхові премії, за винятком суми валових внесків, переданих в перестрахування, отриманих (нарахованих) страховиками за договорами страхування і перестрахування на території України чи за її межами.